# Севт I
Севт I или Севф I (др.-греч. Σεύθης Α; умер в 410 до н. э.) — царь Одрисского государства во Фракии (правил в 424—410 годах до н. э.).

## Биография
Севт был сыном царя Спарадока и внуком основателя Одрисского царства Тереса. Спарадоку наследовал его брат Ситалк, который, предположительно, вступил на престол в 444 году до н. э.
Впервые в античных источниках Севт упомянут Фукидидом при описании вторжения одрисов в Македонию в 429 году до н. э. Античный историк назвал Севта самым влиятельным человеком после Ситалка в Одрисском царстве, что свидетельствует о его неоспоримом авторитете в войске. Согласно Фукидиду, македонский царь Пердикка II «тайно привлек на свою сторону [Севта] обещанием отдать ему в жены свою сестру и дать за ней приданое». После этого Севт уговорил Ситалка отступить. Царь одрисов особо и не сопротивлялся, так как хоть он и обладал громадным войском, оно начало страдать от недостатка продовольствия и зимних холодов. «Пердикка же впоследствии выполнил свое обещание и отдал свою сестру Стратонику в жены Севфу». В изложении Диодора Сицилийского, Ситалк на фоне трудностей похода заключил договор с Пердиккой II, который скрепил брачным союзом, после чего отступил к себе домой. Гипотетический сын Севта и Стратоники мог бы претендовать как на трон Одрисского царства, так и Македонии. Однако в источниках нет информации о детях Севта. Возможно, его брак со Стратоникой был бездетным.
По мнению К. А. Анисимова, Севт при жизни Ситалка был парадинастом («соправителем царя») в юго-восточной части Одрисского царства. Эту должность он мог наследовать от отца Спарадока, который какое-то время был парадинастом этой приграничной с Македонией области. В таком случае, на область Севта приходилась наибольшая нагрузка по обеспечению одрисского войска, а его мнение имело большой вес при решении военных вопросов.
Для македонян женитьба Севта на Стратонике создавала союз с одрисским царским родом Тересидов. При описании событий 424 года до н. э. Фукидид писал, что «в дни событий при Делии умер Ситалк, царь одрисов, во время похода на трибаллов, в битве с которыми он потерпел поражение. Царем одрисов и остальной Фракии, как и Ситалк, стал его племянник Севт, сын Спарадока», который ещё при жизни дяди был вторым человеком в государстве. В этом контексте историки приводят несколько гипотез относительно фрагмента из «Письма Филиппа»: «Или, как после смерти Ситалка, которому вы [афиняне] дали права гражданства, вы сейчас же завязали дружбу с его убийцей». Согласно одной из версий, Филипп II писал о насильственной смерти царя одрисов Ситалка, вследствие заговора, в котором участвовал его преемник Севт с македонским царём Пердиккой II. Версию о заговоре косвенно подтверждает то, что сын Ситалка Садок нигде не упомянут после смерти отца. Возможно, он, как вероятный наследник одрисского престола, был также убит заговорщиками.
Севт пришёл к власти на пике могущества Одрисского царства. Фукидид писал: «Подати со всей варварской земли и с эллинских городов при Севфе, наследнике Ситалка (когда они были самыми большими), составляли в деньгах сумму около 400 талантов серебра и вносились серебром и золотом. Подносились также и дары золотом и серебром, по стоимости равноценные податям (помимо искусно и пестро расшитых и простых тканей и всякой утвари), и не только самому царю, но также его соправителям и знатным одрисам.»
Севт был сыном Спарадока, внуком Тереса, предположительно — отцом Майсада и племянником Ситалка (правил в 440—424 годах до н. э.), приёмного сына афинянина Ксенофонта. В 7-й части «Анабасиса» Ксенофонт сообщает о Севте I как о царе, покорившем многие соседние народы.
После того, как Севт в 424 году до н. э. стал царём Одрисского царства, он вдвое увеличил дань, выплачиваемую ему зависимыми от него греческими городами побережья Эгейского моря. За годы его правления могущество, сила и богатство фракийского государства значительно выросли. Фукидид в своём сочинении «Пелопоннеская война» писал, что ежегодный доход этого царства составлял около 400 талантов, и ещё столько же в золоте и серебре ему приносили выплаты прибрежных городов. Фукидид также сообщал, что Севт придерживался сохранения дружественных отношений с Афинами. Кроме этого, древнегреческий историк высказывал предположение, что Севт был замешан в смерти своего родственника и предшественника на троне Ситалка, погибшего в битве с трибаллами, могущественным народом, жившим на северо-западе Фракии и не подчинявшимся Одрисскому царству.
В 411 году до н. э. Севт I начал войну с Афинами за обладание полуостровом Галлиполи. Годом позже он тяжело заболел и умер. После смерти Севта Одрисское государство было разделено на три части и управлялось соответственно Амадоком I, Месадом и Хебризельмом.

### Исследования
- Анисимов К. А. Парадинасты в территориальной структуре Одрисского царства V—IV вв. до н.э. // ДРЕВНИЙ МИР: история и археология Труды Международной научной конференции «Дьяковские чтения» кафедры истории древнего мира и средних веков им. проф. В.Ф. Семенова МПГУ. — 2016. — С. 120—125.
- Киляшова К. А. Политическая роль женщин при дворе македонских царей династии Аргеадов. Диссертация на соискание учёной степени кандидата исторических наук / Научный руководитель доктор исторических наук, профессор Э. В. Рунг. — Казань: Казанский (Приволжский) федеральный университет, 2018.
- Carney E. D. Women and Monarchy in Macedonia (англ.). — Norman: University of Oklahoma Press, 2000. — ISBN 0-8061-3212-4.
- Swoboda H.[нем.]. Seuthes 1 // Paulys Realencyclopädie der classischen Altertumswissenschaft :  [нем.] / Georg Wissowa. — Stuttgart : J. B. Metzler’sche Verlagsbuchhandlung, 1923. — Bd. II A,2. — Kol. 2019—2020.

- Félix Cary. Histoire des rois de Thrace et de ceux du Bosphore cimmérien eclaircie par les medailles. — Desaint et Saillant, 1752.